# Paraguay en los Juegos Olímpicos de París 2024
Paraguay participó en los Juegos Olímpicos de París 2024. El responsable del equipo olímpico es el Comité Olímpico Paraguayo, así como las federaciones deportivas nacionales de cada deporte con participación.

El equipo olímpico paraguayo no obtuvo ninguna medalla en estos Juegos.

## Participantes por deporte
| Deporte     | H  | M | T  |
| ----------- | -- | - | -- |
| Atletismo   | 1  | 1 | 2  |
| Fútbol      | 18 | 0 | 18 |
| Golf        | 1  | 0 | 1  |
| Judo        | 0  | 1 | 1  |
| Natación    | 1  | 1 | 2  |
| Remo        | 1  | 1 | 2  |
| Vóley playa | 0  | 2 | 2  |
| Total       | 22 | 6 | 28 |

## Deportistas
A continuación se listan los deportistas que han obtenido la plaza para los Juegos. Posteriormente, las respectivas federaciones nacionales decidirán los representantes finales.

### Atletismo
- 200 m masculino (1 plaza): César Almirón
- 100 m femenino (1 plaza): Xenia Hiebert

### Fútbol
- Torneo masculino (18 plazas): Selección olímpica de fútbol

### Golf
- Individual masculino (1 plaza): Fabrizio Zanotti

### Judo
- -48 kg femenino: Gabriela Narváez

### Natación
- 200 m estilos masculino (1 plaza): Matheo Mateos
- 100 m mariposa femenino (1 plaza): Luana Alonso

### Remo
- Scull individual masculino (1 plaza): Javier Insfran
- Scull individual femenino (1 plaza): Alejandra Alonso

### Vóley playa
- Equipo femenino (2 plazas): Giuliana Poletti y Michelle Valiente